# Петренко Артем Олександрович
Артем Олександрович Петренко (рос. Артём Александрович Петренко; нар. 18 січня 1986, Ростов-на-Дону, РРФСР) — російський футболіст, півзахисник.

## Життєпис
Основну частину кар'єри провів у російських клубах у нижчих дивізіонах, у 2003 році виступав за «Ладу-Тольятті» у ФНЛ. У 2005—2007 роках грав за молдовський «Ністру», а 2013 року деякий час виступав за таджикистанський «Істіклол».